# لیتل کوهلر (ویسکانسین)
لیتل کوهلر (به انگلیسی: Little Kohler) یک منطقهٔ مسکونی در ایالات متحده آمریکا است که در شهرستان اوزاوکی، ویسکانسین واقع شده‌است. لیتل کوهلر ۲۶۳٫۹۶ متر بالاتر از سطح دریا واقع شده‌است.